# يفغيني زامياتين
يفغيني إيفانوفيتش زامياتين (الروسية: Евге́ний Ива́нович Замя́тин) (ولد في الأول من فبراير عام 1884 في مدينة ليبديان في روسيا وتوفي في العاشر من مارس عام 1937 عن عمر يناهز 53 في العاصمة باريس) هو صحفي وروائي روسي يشتهر بروايات الخيال العلمي والنقد السياسي، ومن أبرز أعماله رواية "نحن" (1921) التي تدور أحداثها في المستقبل في دولة بوليسية دستوبية أي فاسدة.
وبالرغم من كونه أحد أعضاء الحزب الشيوعي القدامى كان (زامياتين) مستاءً بشدة من السياسات التي اتبعها الحزب الشيوعي للاتحاد السوفيتي بعد ثورة تشرين الأول. وفي عام 1921 كانت رواية «نحن» أول عمل أدبي تحظره هيئة الرقابة السوفيتية مما اضطره في النهاية لتهريبها إلى الغرب من أجل نشرها، وقد أشعل ذلك موجة من الغضب داخل الحزب وبين أوساط كُتاب الاتحاد السوفيتي أدت إلى تحقيق مطالب بإبعاده من البلاد. وبسبب استعماله للأدب لانتقاد الاتحاد السوفيتي وصف زامياتين بأنه من أوائل المنشقين عن الاتحاد السوفيتي.

## بدايات حياته
ولد زامياتين في ولاية ليبيديان تامبوف التي تقع على بعد 300 كم (186ميل) جنوبي موسكو. كان والده راهبا أرثوذكسيا ومدير مدرسة وكانت أمه موسيقارة. كتب زامياتين في مقالة عام 1922 مستذكرا «سترون طفلا غارقا في الوحدة دونما رفاق من سنه مستلقيا على بطنه فوق كتاب أو تحت البيانو الذي تعزف عليه أمه مقطوعة لتشوبان» لقد تطور لدى زامياتين إحساس مكنهٌ من ربط الحروف والأصوات بخصائص معينة، فعلى سبيل المثال كان يرى أن الحرف (Л) أو حرف (ل) يمتاز بالبرود والشحوب والزُرقة بعض الشيء. درس زامياتين الهندسة البحرية في سانت بيترسبيرغ بين عامي 1902- 1908 وهي الفترة التي انضم فيها للحزب الشيوعي واعتقل إبان الثورة الروسية عام 1905 ونفي داخل البلاد إلى سيبيرا لكنه هرب من هناك وعاد إلى بيترسبيرغ حيث عاش بشكل غير قانوني قبل انتقاله إلى دوقية غراند الفنلندية عام 1906 لإنهاء دراسته. وبعد عودته إلى روسيا بدأ يمارس هوايته في كتابة الروايات واعتقل ونفي مرة ثانية عام 1911 وشمله عفو عام 1913. وقد كان عمله الأدبي «حكاية اقليمية» بالروسية (Uyezdnoye) الذي ألفه عام 1913 وانتقد فيه الحياة في بلدة روسية صغيرة، سبباً في شهرته. في العام التالي جرت محاكمته بتهمة الافتراء على الجيش الروسي الإمبراطوري في قصته «في نهاية العالم» بالروسية (Na Kulichkakh). واصل زاميايتن كتابة المقالات في صحف ماركسية متعددة. وبعد تخرجه من هندسة البحرية الإمبراطورية الروسية عمل داخل البلاد وخارجها. وفي عام 1916 أرسل إلى المملكة المتحدة للإشراف على بناء سفن كاسحات الجليد في موانئ إصلاح السفن في (واكر ووول سند) أثناء إقامته في نيوكاسل ابون تاين.

## أعماله الأدبية
لقد كتب زامياتين عن وجوده في إنجلترا مستذكراً تلك الفترة: في إنجلترا بنيت السفن وشاهدت آثار القلاع وسمعت أصوات وقع القنابل تلقيها المناطيد الألمانية وكتبت روايتي "سكان الجزيرة" (The Islanders). وكم حزنت لأنني لم أشهد ثورة شباط وأنني لم أعرف إلا ثورة تشرين الأول عندما عدت إلى بيترسبيرغ متخطيا الغواصات الألمانية في سفينة دونما أضواء ومرتديا سترة نجاة طوال الوقت عدت في الوقت المناسب من أجل ثورة تشرين الأول، إن شعوري آنذاك أشبه بشعور شخص لم يقع أبدا في الحب ثم وجد نفسه فجأة متزوجا منذ عشر سنوات أو نحو ذلك" انتقد في روايته "سكان الجزيرة" حياة الإنجليز ونشرت هي ورواية أخرى "صياد البشر" (A Fisher of Men) بعد عودته إلى روسيا آواخر عام 1917. وبعد ثورة عام 1917 قام زامياتين بتحرير العديد من المجلات وألقى محاضرات عن الكتابة والتأليف ودقق وراجع ترجمات إلى اللغة الروسية لأعمال من تأليف جاك لندن وأو هنري واتش جي ولز وغيرهم. لقد أيد زامياتين ثورة تشرين الأول لكنه ناهض الاستعمال المتزايد للرقابة بعد الثورة وأصبحت أعماله تنتقد بشدة وبشكل متزايد حزب سي بي إس يو الشيوعي رغم أنه كان من مؤيدي الحزب قبل وصوله للسلطة وشيئا فشيئا اختلف مع سياسات الحزب أكثر فأكثر خاصة تلك التي تتعلق بالرقابة على الفنون والأدب. كتب زام ياتين في مقالته "أخشى أن" من عام 1921: "الأدب الحقيقي لن يستطيع أن ينتجه كتاب مسؤولون ذوو وعي وثقة بل كُتَّاب مجانين أو ناسكين أو الملحدين والحالمين والثوار والمتشككين" وقد زاد هذا الموقف بشدة من صعوبة وضعه في العشرينات. وفي عام 1923 رتب زامياتين أمر تهريب روايته «نحن» إلى دار نشر في نيويورك سيتي تدعى إي بي داتن وشركاه. وبعد أن ترجمها إلى الإنجليزية غريغوري زيبورغ نشرت عام 1924. وقد تهور زامياتين أكثر ففي عام 1927 هرب النسخة الأصلية للرواية وباللغة الروسية إلى مارك لافوفيتش سلونيم (1894-1976) الذي كان آنذاك رئيسا لتحرير مجلة المهاجرون الروس Russian émigré وكذلك دارا للنشر مقرها براغ. ورغم سخط الدولة بدأت هذه النسخة من الرواية التي نشرتها دار سلونيم تُهّرب سرا إلى داخل الاتحاد السوفيتي وتنتقل من قارئ إلى آخر في الخفاء. وقد أشعل تعامله مع ناشرين من الغرب عداء بالغا ضده من الدولة السوفيتية ونتيجة لذلك وضع في القائمة السوداء وحظر نشر أي شيء من تأليفه داخل موطنه.
وتعد روايته «نحن» نقدا سياسيا لاذعا موجها ضد الدولة البوليسية في الاتحاد السوفيتي وللرواية أبعاد أخرى فقد تفسر على أنها جدل يناقض الاشتراكية العلمية المفعمة بالتفاؤل عند إتش جي ولز الذي قام زامياتين بنشر أعماله فيما مضى مع أشعار البطولة لشعراء بروليتاريين روس. كما وتعد الرواية مثالا على النظرية التعبيرية وتوضيحا لنظريات كارل يونغ الأصلية عنما تطبق على الأدب. ويعتقد جورج أورويل أن رواية ألدوس هاكسلي «عالم جديد شجاع» من عام 1923 لابد أن تكون مقتبسة ولو جزئيا من رواية زام ياتين «نحن» مع أن هاكسلي كتب في رسالة إلى كريستوفر كولينز يقول أنه ألف روايته «عالم جديد شجاع» كرد فعل على فكرة المدينة الفاضلة عند إتش جي ولز قبل أن يسمع عن رواية «نحن» بكثير. وقد ذكر كورت فونينغت أن القصة في روايته «البيانو الذي يعزف بنفسه» من عام 1952 مقتبسة من رواية «عالم جديد شجاع» التي اقتبست هي الأخرى من رواية يف غيني زامياتين «نحن». في عام 1994 حازت رواية «نحن» على جائزة بروميثيوس (Prometheus Award) بعد وضعها في فئة المشاهير بوساطة جمعية كتاب الخيال العلمي التحرريون (the Libertarian Futurist Society's "Hall of Fame"). وبالإضافة إلى روايته «نحن» كتب زامياتين عددا من القصص القصيرة على شكل حكايات أسطورية تنطوي على نقد لاذع للفكر الشيوعي. ففي إحدى قصصه يقرر عمدة المدينة أنه حتى يجعل الجميع سعداء لابد أن يكون الكل متساوييين فيجبر الناس جميعا ويجبر نفسه أيضا على العيش داخل بناء كبير محصن يشبه نزل الجنود وبأن يحلقوا رؤوسهم لدرجة الصفر حتى يكونوا متساويين وبأن يصبحوا معاقين عقليا حتى يتساووا أيضا في الذكاء مع تلك الفئة، وتشبه هذه القصة أحداث القصة القصيرة «المدينة الفاضلة الجديدة» التي كتبها جيروم كيه جيروم عام 1891 والذي نشرت أعماله كلها في روسيا ثلاث مرات قبل عام 1917. إنما أيضا تحوي قصة كورت فونينغت القصيرة «هاريسون بيرغيرون» التي ألفها عام 1961 أحداثا تذكر بحكاية زامياتين تلك. لقد كتب ماكس ايستمان وهو شيوعي أميركي انشق مثل زامياتين عن مذهبه السابق عن الحملة التي شنتها اللجنة التنفيذية في الحزب الشيوعي ضد زام ياتين في كتابه "Artists in Uniform" أي «أدباء وفنانون تحت الحكم».

## هروبه ووفاته
في عام 1931 قدم زامياتين إلتماسا إلى جوزيف ستالين يطلب فيه السماح له بمغادرة الاتحاد السوفيتي وفي رسالته تلك لستالين كتب زامياتين "لا أرغب بإخفاء السبب الرئيس وراء طلبي السفر للخارج مع زوجتي ألا وهو وضعي اليائس هنا كمؤلف وحكم الإعدام الذي أصدرتموه علي بصفتي كاتبا هنا في موطني" وقد وافق ستالين على طلب زام ياتين المغادرة بعد أن شجعه مكسيم غوركي على ذلك. وبعدها استقر زامياتين مع زوجته في باريس حيث عمل مع مخرج الأفلام الفرنسي جين رينوار ووضعا معا نصا معدلا لفيلم يستند إلى مسرحية ماكسيم غوركي "الأعماق السفلى" "The Lower Depths”
مات زامياتين فقيرا بنوبة قلبية عام 1937. وقد حضر جنازته مجموعة صغيرة فقط من أصدقائه كان من بينهم مارك سلونيم الذي نشر أعمال زامياتين باللغة الروسية وكان أيضا صديقا لعائلته. ويوجد قبر زامياتين في مقبرة ثاييز (Cimetière de Thiais) جنوب باريس.

## تأثير زامياتين في كتاب آخرين
لقد ألهمت رواية زامياتين الروسية «نحن» كتابا آخرين وبشكل مباشر من أمثال:
- ألدوس هاكسلي وروايته «عالم جديد شجاع» التي ألفها عام 1932.
- آين رند في روايتها القصيرة «السلام الوطني» التي ألفت عام 1938.
- جوروج أورويل وروايته "1984" التي ألفها عام 1949.
- كورت فونيغيت وروايته «البيانو الذي يعزف بنفسه» التي ألفها عام 1952.
- أورسولا لي غوين وروايتها «المحرومون» التي ألفت عام 1974.

## ترجمات إلى العربية
ظهرت لرواية "نحن" أكثر من ترجمة إلى العربية، منها
- ترجمة يوسف حلاق، دار أثر، 2016
- ترجمة نبيل رشوان، إصدار الهيئة العامة لقصور الثقافة، القاهرة، ضمن سلسة آفاق عالمية، 2023
- ترجمة دلال نصري، دار بوب ليبريس، 2024، ISBN 9938883168

## روابط خارجية
- يفغيني زامياتين على موقع IMDb (الإنجليزية)
- يفغيني زامياتين على موقع الموسوعة البريطانية (الإنجليزية)
- يفغيني زامياتين على موقع الموسوعة البريطانية (الإنجليزية)
- يفغيني زامياتين على موقع ميوزك برينز (الإنجليزية)
- يفغيني زامياتين على موقع قاعدة بيانات الفيلم (الإنجليزية)